# Oliver, Georgia
Oliver är en ort i Screven County i delstaten Georgia, USA.